# Салуцкий, Анатолий Самуилович
Анатолий Самуилович Салуцкий (13 ноября 1938, Москва) — советский и российский писатель, журналист.
Лауреат премии завода «Атоммаш» (1980), Премии Ростовского обкома КПСС (1981, 1982), премий союза писателей РСФСР и СССР. Член Союза писателей СССР с 1979 года. Первый заместитель председателя Правления РФМ (Российского фонда мира).

## Биография
Анатолий Салуцкий окончил Красноярский институт цветных металлов и золота (1961). По базовому образованию ядерный инженер.
Журналистскую деятельность начал в газете «Комсомольская правда», затем работал заведующим отделом информации «Вечерней Москвы», первым заместителем ответственного секретаря «Литературной газеты».
С 1968 по 1974 год был спецкором журнала «Советский Союз», в отделе публицистики, который возглавлял бывший редактор «Известий» А. И. Аджубей, сидел с ним в одном кабинете.
С 1974 года на штатных должностях не работал, занимаясь исключительно литературной деятельностью.
В 1960—1980 годах, находясь в журналистских командировках, объездил практически весь СССР, много внимания в своём творчестве уделял проблемам деревни, сельского хозяйства.
В 1986 году выпустил первую в стране книгу о перестройке «На апрельских ветрах», которую активно обсуждал Секретариат Союза писателей СССР. Но в дальнейшем, разочаровавшись в политике Горбачёва и «прорабов перестройки», начал выступать с резкими критическими статьями в их адрес.
На пленуме Союза писателей России в 1988 году выступил с громким докладом об инициаторах компании сселения так называемых неперспективных деревень, которая нанесла колоссальный вред русской деревне, подвергнув резкой критике активных перестройщиков, академиков Т. Заславскую и А. Аганбегяна. После этого сам Салуцкий был подвергнут острой критике в демократических СМИ.
В советские годы, в период перестройки и в дальнейшем Салуцкий — сторонник государственных взглядов. Был рядовым членом КПСС до её ликвидации, впоследствии в партиях не состоял. Публиковался в газете «Правда».
В 1992 году был экспертом Конституционного суда на процессе по так называемому «Делу КПСС».
Читал лекции в Гарвардском университете и Институте Кеннана (Вашингтон).
Роман Салуцкого о богоизбранности «Из России, с любовью» (2006, издательство «Терра») вызвал интерес читателей, вокруг него развернулась острая полемика. Роман получил первую премию на конкурсе Государственной библиотеки России в номинации большой прозы. После выхода в свет этого романа стал глобальным экспертом «Альянса Цивилизаций» ООН, посещая многие страны мира (от США и Бразилии до Австралии, Гонконга, Макао, включая широкий круг европейских стран).
Много лет Салуцкий был секретарём Союза писателей России.
Автор сотен публицистических статей на политические и остросоциальные темы.
В 2013 году награждён Почётной грамотой Московской городской думы.
В 2022 году поддержал вторжение России на Украину.

## Произведения

### Проза
- Да, простой солдат! М., 1963 (Комсомольскому активисту[8])
- Если завтра в поход. М., 1968 (Библиотечка комсомольского активиста)
- Взгляни себе в глаза. М., 1968 (Спорт — детям)
- Вечно второй. М., 1969 (Спорт — детям)
- Улетая — возвращайся! М., 1969 (Богатыри)
- Испытание на верность. М., 1970 (Спорт — детям)
- Плацдарм за облаками. М., 1972
- Братья Знаменские. М., 1973 (Сердца, отданные спорту)
- Наш друг — универсам. М., 1973. В соавторстве с Ф. Г. Резниковым
- Продолжение следует. М., 1973
- Лучшая часть нашей жизни. М., 1975 (Время и мы)
- Эстафету принимает Галкин. М., 1975 (Герои пятилетки)
- БАМ строят сильные. М., 1976
- Секрет профессора: Документальная повесть о И. М. Саркизове-Серазини. М., 1976 (Сердца, отданные спорту)
- Близко к сердцу. М., 1978 (Время и мы)
- Уметь жить! М., 1980 (Время и мы)
- Шаг в будущее. М., 1980
- Облик эпохи. М., 1981
- Москва: Олимпийское лето. М., 1981
- Река полноводная. М., 1981 (Край наш Нечернозёмный)
- Завод XXI века. М., 1983
- Всеволод Бобров. М., 1984 (Сердца, отданные спорту)
- Районный масштаб. М., 1984
- Горячая вахта. М., 1985
- Моя земля. М., 1986
- На апрельских ветрах. Кишинев, 1987
- Путь наверх. М., 1987
- В глубинке. М., 1988
- Бедные и богатые. М., 1989
- Артельные люди. М., 1990
- Крестьянский вопрос вчера и сегодня. М., 1990
- Пророки и пороки. М., 1990
- Загадка чёрного вторника. М., 1995
- Из России, с любовью. М., 2006 (Роман о богоизбранности)[9] ISBN 5-275-01398-1